# 小行星1565
小行星1565（1565 Lemaitre）是一颗围绕太阳公转的小行星。1948年11月25日，西維恩·阿蘭德在于克勒发现了此天体。
該小行星以比利時天文學家喬治·勒梅特命名。
这颗小行星的绝对星等为115.9758481536473等。